# Cophixalus tridactylus
Espèce
Statut de conservation UICN

 DD  : Données insuffisantes
Cophixalus tridactylus est une espèce d'amphibiens de la famille des Microhylidae.

## Répartition
Cette espèce est endémique de la province indonésienne de Papouasie en Nouvelle-Guinée occidentale. Elle n'est connue que dans les monts Wondiwoi, dans la péninsule Wandammen. Elle est présente entre 400 et 800 m d'altitude,.

## Publication originale
- Günther, 2006 : Two new tiny Cophixalus species with reduced thumbs from the west of New Guinea. Herpetozoa, vol. 19, p. 59-75.